# Sur le fil (chanson)
Pour les articles homonymes, voir Sur le fil.
Singles de Jenifer
L'Amour fou
(2011) L'Amour et moi
(2012)
Sur le fil est une chanson de Jenifer extraite de son cinquième album studio, L'Amour et moi (2012). Le morceau est sorti en tant que premier single de l'album le 1er juin 2012 via Fontana et Mercury. Le titre est écrit par Manon Romiti et Silvio Lisbonne du duo Mutine et produit par Silvio Lisbonne.
En France, lors de la première semaine d'exploitation, le titre se classe à la 24e place et en Belgique francophone, à la 37e place. Sa meilleure place est 11e.

## Genèse
Le titre est écrit par Manon Romiti et Silvio Lisbonne du duo Mutine et produit par Silvio Lisbonne. Le duo Mutine décide d'écrire des chansons pour la chanteuse, et de lui envoyer. Le duo transmet les chansons au directeur artistique de Mercury Records qui les fait parvenir à la chanteuse. Jenifer apprécie le titre Sur le fil. Le duo a enregistré le titre. Cependant il ne rencontre pas la chanteuse durant la phase de production.

## Promotion
La chanson est diffusée pour la première fois sur la radio NRJ le 1er juin et est sortie le jour même.
Le clip a été diffusé pour la première fois le 19 juillet 2012.

## Accueil
Durant les premiers jours de commercialisation, le single totalise 2 580 exemplaires vendus et entre à la 24e place des ventes de singles.

## Classement hebdomadaire
| Classement (2012)                       | Meilleure position |
| --------------------------------------- | ------------------ |
| Belgique (Wallonie Ultratop 50 Singles) | 11                 |
| France (SNEP)                           | 24                 |